# Башня Дуло
Башня «Дуло» — одна из башен стены Симонова монастыря. Самая большая крепостная башня в Москве. Находится в юго-западном углу стены монастыря, стратегически наиболее важном, построена в 1630-1640 годах. 
Нижняя часть башни представляет собой двадцатитрёхгранник, над ним располагается кирпичный шатёр, покрытый черепицей. Архитектурное оформление башни включает лопатки на рёбрах граней, наличники окон-бойниц, машикули и т. д..